# 马栏河
马栏河，是中国长江流域汉水水系的一条河流，汇入南河。河长104千米，流域面积2301平方千米，多年平均流量30立方米每秒。自然落差879米。水能理论蕴藏量4万千瓦。